# لجام اللسان
لجام اللسان أو لجيم اللسان (بالإنجليزية:  frenulum of tongue)‏ عبارة عن طية ناصفة من المخاطية تمتد من أرضية الفم وحتى الخط الناصف على الوجه السفلي للسان، يوجد جانب النهاية السفلية للجام بروز في كل جانب يدعى اللحيمة تحت اللسان.
يقوم بعض الأشخاص بثقب هذا اللجام ببعض أنواع الحلي.